# Southern Collegiate Athletic Conference
La Southern Collegiate Athetic Conference (en español: Conferencia Atletica Colegial del Sur) es una conferencia de la División III de la NCAA Las instituciones miembros se encuentran en Colorado , Luisiana y Texas . Las dificultades relacionadas con los viajes de distancias llevaron siete exmiembros de anunciar la formación de una nueva conferencia con sede en el sureste, la Southern Athletic Association, a partir del año académico 2012-13..

## Miembros

### Miembros actuales
| Institución                    | Localización               | Equipo       | Tipo    | Año de unión |
| ------------------------------ | -------------------------- | ------------ | ------- | ------------ |
| Austin College                 | Sherman, Texas             | Kangaroos    | Privada | 2006         |
| Centenary College of Louisiana | Shreveport, Luisiana       | Gentlemen    | Privada | 2012         |
| Colorado College               | Colorado Springs, Colorado | Tigers       | Privada | 2006         |
| Universidad de Dallas          | Irving, Texas              | Crusaders    | Privada | 2011         |
| Universidad Schreiner          | Kerrville, Texas           | Mountaineers | Privada | 2013         |
| Universidad del Suroeste       | Georgetown, Texas          | Pirates      | Privada | 1994         |
| Universidad Luterana de Texas  | Seguin, Texas              | Bulldogs     | Privada | 2013         |
| Universidad de la Trinidad     | San Antonio, Texas         | Tigers       | Privada | 1989         |

### Antiguos miembros
| Institución                         | Localización           | Equipo             | Tipo    | Año de unión | Año de salida | Conferencia actual                            |
| ----------------------------------- | ---------------------- | ------------------ | ------- | ------------ | ------------- | --------------------------------------------- |
| Universidad Washington en San Luis  | San Luis, Misuri       | Bears              | Privada | 1962         | 1972          | University Athletic Association               |
| Universidad Washington y Lee        | Lexington, Virginia    | Generals           | Privada | 1962         | 1973          | Old Dominion Athletic Conference              |
| Illinois College                    | Jacksonville, Illinois | Blueboys           | Privada | 1980         | 1983          | Midwest Conference                            |
| Principia College                   | Elsah, Illinois        | Panthers           | Privada | 1974         | 1984          | St. Louis Intercollegiate Athletic Conference |
| Earlham College                     | Richmond, Indiana      | Quakers            | Privada | 1984         | 1989          | Heartland Collegiate Athletic Conference      |
| Universidad Fisk                    | Nashville, Tennessee   | Bulldogs           | Privada | 1983         | 1994          | Gulf Coast Athletic Conference                |
| Instituto de Tecnología Rose-Hulman | Terre Haute, Indiana   | Fightin' Engineers | Privada | 1974 1998    | 1979 2006     | Heartland Collegiate Athletic Conference      |
| Universidad DePauw                  | Greencastle, Indiana   | Tigers             | Privada | 1998         | 2011          | North Coast Athletic Conference               |
| Birmingham–Southern College         | Birmingham, Alabama    | Panthers           | Privada | 2007         | 2012          | Southern Athletic Association                 |
| Centre College                      | Danville, Kentucky     | Colonels           | Privada | 1962         | 2012          | Southern Athletic Association                 |
| Hendrix College                     | Conway, Arkansas       | Warriors           | Privada | 1992         | 2012          | Southern Athletic Association                 |
| Millsaps College                    | Jackson, Misisipi      | Majors             | Privada | 1989         | 2012          | Southern Athletic Association                 |
| Universidad Oglethorpe              | Atlanta, Georgia       | Stormy Petrels     | Privada | 1991         | 2012          | Southern Athletic Association                 |
| Rhodes College                      | Memphis, Tennessee     | Lynx               | Privada | 1962         | 2012          | Southern Athletic Association                 |
| Universidad del Sur: Sewanee        | Sewanee, Tennessee     | Tigers             | Privada | 1962         | 2012          | Southern Athletic Association                 |

- Datos: Q7569776